# Infinity (canção de One Direction)
"Infinity" é uma canção da boy band anglo-irlandesa One Direction, contida em seu quinto álbum de estúdio Made in the A.M.. Foi composta por Jamie Scott, John Ryan e Julian Bunetta. Seu lançamento como single promocional do disco ocorreu digitalmente em 22 de setembro de 2015.. 

## Desempenho nas tabelas musicais

### Posições
| Tabela musical (2015)                                  | Melhor posição |
| ------------------------------------------------------ | -------------- |
| Austrália (ARIA Charts)                                | 22             |
| Áustria (Ö3 Austria Top 40)                            | 18             |
| Canadá (Canadian Hot 100)                              | 40             |
| Eslováquia (IFPI Slovenská Republika)                  | 21             |
| Espanha (Productores de Música de España)              | 19             |
| Estados Unidos (Billboard Hot 100)                     | 54             |
| Finlândia (IFPI Finlândia)                             | 12             |
| França (Syndicat National de l'Édition Phonographique) | 24             |
| Hungria (Magyar Hanglemezkiadók Szövetsége)            | 5              |
| Itália (Federazione Industria Musicale Italiana)       | 10             |
| Nova Zelândia (NZ Top 40 Singles)                      | 28             |
| Países Baixos (MegaCharts)                             | 59             |
| Reino Unido (UK Singles Chart)                         | 36             |
| Chéquia (Singles Digitál Top 100)                      | 46             |
| Suécia (Sverigetopplistan)                             | 42             |
| Suíça (Schweizer Hitparade)                            | 34             |
| Venezuela Pop General (Record Report)                  | 30             |
| Venezuela Rock General (Record Report)                 | 12             |
| Venezuela Top Anglo (Record Report)                    | 12             |